# Acanthuchus festivus
Acanthuchus festivus är en insektsart som beskrevs av William Lucas Distant 1916. Acanthuchus festivus ingår i släktet Acanthuchus och familjen hornstritar. Inga underarter finns listade i Catalogue of Life.